# Туз-Хурмату
Туз-Хурмату (араб. طوز خورماتو‎, курд. Tûz Xûrmatû, тур. Tuzhurmatu, сорани دووزخورماتوو) — город на северо-востоке Ирака, расположенный на территории мухафазы Салах-эд-Дин. Административный центр одноимённого округа.

## Географическое положение
Город находится в северо-восточной части мухафазы, на правом берегу реки Аксу (бассейн Тигра), на высоте 218 метров над уровнем моря.

Туз-Хурмату расположен на расстоянии приблизительно 90 километров востоку-северо-востоку (ENE) от Тикрита, административного центра провинции и на расстоянии 163 километров к северо-северо-востоку (NNE) от Багдада, столицы страны.

## Население
По данным последней официальной переписи 1965 года, население составляло 13 934 человек.
Динамика численности населения города по годам:
| 1965   | 2013   |
| ------ | ------ |
| 13 934 | 60 778 |